# Anthidium deesense
Anthidium deesense är en biart som beskrevs av Mavromoustakis 1947. Anthidium deesense ingår i släktet ullbin, och familjen buksamlarbin. Inga underarter finns listade i Catalogue of Life.